# Призма Дове

Призма Дове

Призма Дове, в советских источниках иногда призма Довэ — отражательная призма, предназначенная для оборачивания изображения при сохранении направления света. Названа в честь своего изобретателя Генриха Дове. В главном сечении призма представляет собой равнобедренную трапецию, боковые стороны которой наклонены к основанию под углом 45°. Свет, вошедший в одну из наклонных граней, преломляется и испытывает полное внутреннее отражение от длинного основания. Отразившись, он выходит через вторую наклонную грань в том же направлении, в котором шёл до попадания в призму. При наблюдении сквозь призму Дове видимое изображение зеркально перевёрнуто относительно исходного. В оптическом приборостроении используется свойство призмы поворачивать изображение на вдвое больший угол, чем повёрнута призма вокруг осевого луча. Призму Дове располагают только в параллельных пучках, поскольку в противном случае нарушается симметричность выходящих лучей. По промышленной классификации такая призма обозначается АР-0°. Изображение призмы Дове со стрелкой, обозначающей ход света в ней, с 1946 года используется в качестве товарного знака Красногорским механическим заводом.